# 楊洛婷
楊洛婷（英語：Rabeea Yeung Lok Ting，1981年5月16日—），香港女藝人，前無綫電視女藝員，祖籍廣東番禺。她在溫哥華長大，1999年參加加拿大溫哥華的陽光少女競選得亞軍，2003年度香港小姐亞軍兼旅遊大使獎得主，前香港無綫電視合約藝員，她與無綫合約於2014年8月正式屆滿，因無綫沒提出續約，所以和平下「分手」。2021年，楊洛婷透露舊公司曾經要求她整容，因她不願意而被雪藏。楊洛婷信奉伊斯蘭教，與唐詩詠為圈中閨蜜。

## 背景
楊洛婷於香港出生；在加拿大溫哥華長大。她早年就讀Grey Owl Junior Public School，後升讀不列顛哥倫比亞大學經濟及心理學系。她在1999年參加溫哥華的陽光少女競選獲得亞軍，亦成為2003年度香港小姐亞軍兼旅遊大使獎得主。楊洛婷在2004年簽約成為前無綫電視合約藝員，至2014年離開。她現加盟新城電台工作。

## 感情生活
楊洛婷於2014年12月12日（夏威夷时间）嫁給樂隊Dear Jane主音黃天翱（Tim）。2017年，楊洛婷宣佈懷孕，稱與丈夫黃天翱生肖同樣屬雞，兩夫妻一直希望生個雞寶寶，想不到如願以償。楊洛婷更為女兒改了別名為Faith，希望她像父母一樣，凡事有信念。現育有一女。她表示怕忽略囡囡，再生多一個孩子的計劃需要押後。
她於2021年2月14日，楊洛婷宣佈再懷孕，同年6月23日誕下兒子Tristan Hart。

## 曾參與演出MTV
- 2004年10月：黃家強 - 殺戮戰場 等等
- 2004年12月：黃伊汶 - 殘忍
- 2005年1月：許志安 - 講也不要講
- 2005年1月：李克勤 - 佳節
- 2005年2月：郭力行 - 完美愛情
- 2006年：衛詩 - Funny Jealousy

## 曾演出之電視劇（無綫電視）
- 2005年：窈窕熟女 飾 Su
- 2007年：同事三分親 飾 明珠
- 2007年：寫意人生 飾 Chester

## 曾主持節目
- 港生活‧港享受（明珠台）
- OSIM 廣告節目
- 美味齋Talking
- 問問Master Joe（翡翠台）

## 外部連結
- 楊洛婷的Instagram帳戶

| 前任： 左慧琪 | 香港小姐競選亞軍 2003年 | 繼任： 朱慧敏 |